# 16.ª División (Ejército Imperial Japonés)

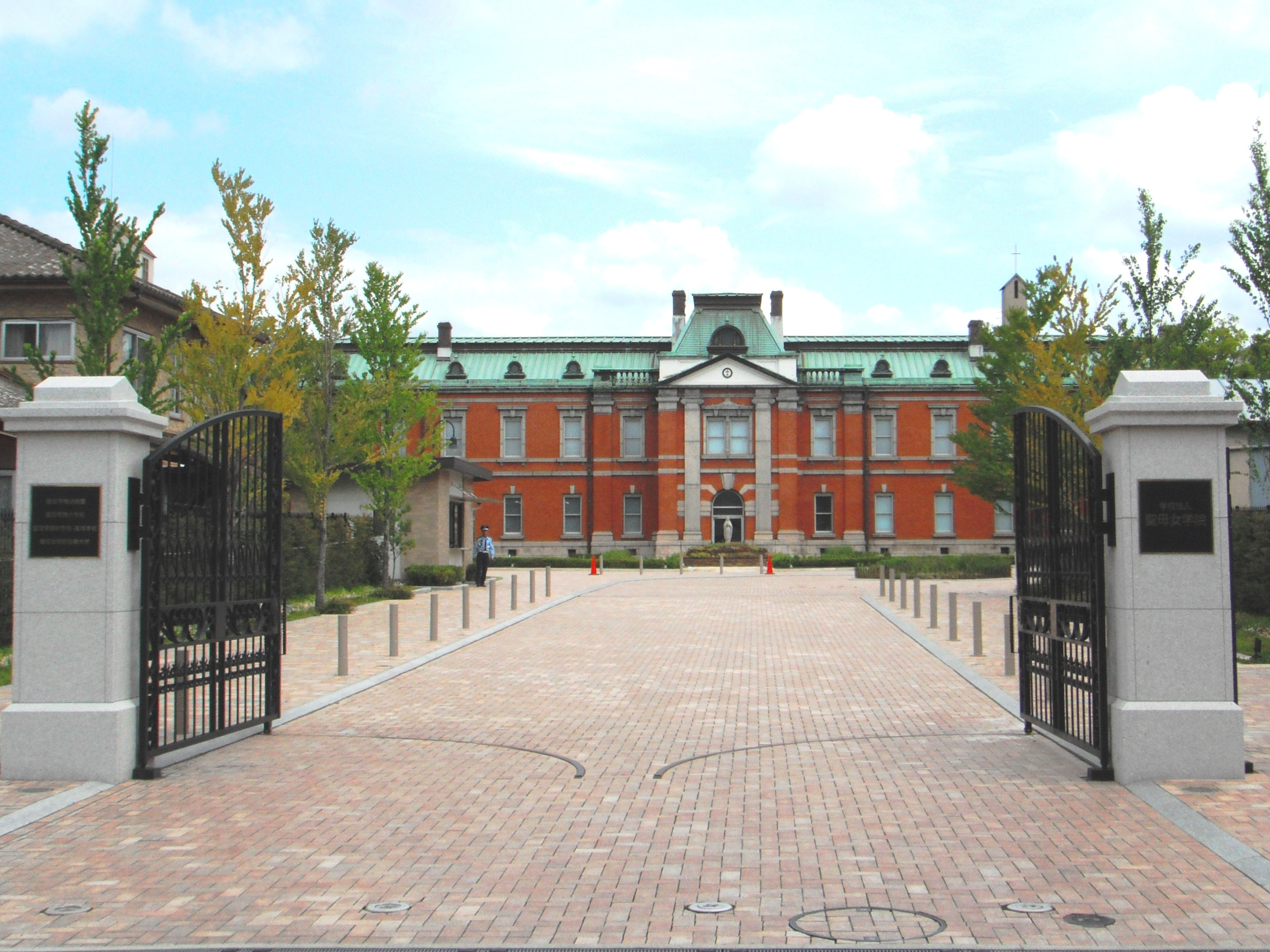
Cuartel General de la 16.ª División en Kioto.

La 16.ª División (第16師団 Dai Jūroku Shidan) era una división de infantería del Ejército Imperial Japonés. Su nombre en clave era tsūshōgō o División del Muro (垣兵団 Kaki Heidan), y su símbolo militar era 16D. La 16.ª División fue una de las cuatro nuevas divisiones de infantería planeadas por el Ejército Imperial Japonés en las etapas finales de la Guerra Ruso-Japonesa (1904–1905). Con los limitados recursos de Japón hacia el final de ese conflicto, todo el EIJ se comprometió a combatir en Manchuria, sin dejar una sola división para proteger al archipiélago japonés de un ataque. La 16.ª División se formó inicialmente de hombres del área que rodeaba Kioto el 18 de julio de 1905 bajo el mando del Teniente General Yamanaka Nobuyoshi.

## Historial de combates
La 16.ª División se desplegó de inmediato en Manchuria, pero el proceso de paz ya estaba en marcha desde el 6 de agosto de 1905, que culminó con la firma del Tratado de Portsmouth el 5 de septiembre de 1905. Como consecuencia, la 16.ª División no pudo ver ningún combate.
El 28 de marzo de 1907, la sede de la división se estableció en lo que hoy es la ciudad de Takaishi, Osaka, pero se trasladó a Kioto el 30 de octubre de 1908. La división se envió tres veces a Manchuria para realizar tareas de guarnición: en 1919, 1929 y 1934.
Mientras se encontraba en Kioto, se pidió a la división que brindara ayuda de emergencia durante las inundaciones masivas del río Kamo el 28 de junio de 1935. Durante los tres días, los zapadores de la división ayudaron a apuntalar diques y construir puentes temporales, mientras que más de 1.000 hombres ayudaron con el control del tráfico y rescates a petición del gobierno de la ciudad de Kioto.
En julio de 1937, estallaron hostilidades abiertas contra China y comenzó la segunda guerra sino-japonesa. La 16.ª División, bajo el mando del Teniente General Kesago Nakajima, fue asignada al 2.º Ejército, como parte del Ejército del Área del Norte de China. La división participó en el segundo incidente de Shanghái (agosto-noviembre de 1937), en la Operación ferroviaria Beiping-Hankou (agosto-diciembre de 1937), en la batalla de Nankín (diciembre de 1937), en la batalla de Xuzhou (enero de 1938) y en la batalla de Wuhan (julio-octubre de 1938). Por lo tanto, fue una de las unidades militares japonesas implicadas en la Masacre de Nankín. En diciembre de 1938, la 16.ª división se incorporó al 11.º Ejército.
La división fue desmovilizada y regresó a Japón en agosto de 1939. En ese momento, la división fue reorganizada en una división triangular, con el 38.º Regimiento de Infantería transferido para convertirse en el núcleo de la recién formada 29.ª División. La 16.ª División reformada fue movilizada y reubicada permanentemente en Manchukuo en julio de 1940.
La 16.ª División fue asignada al 14.º Ejército de Área el 6 de noviembre de 1941 y participó en la Campaña de Filipinas (1941–42). Más tarde estuvo destinada en Manila como guarnición.
Sin embargo, a medida que la situación de la guerra se deterioraba en agosto de 1944, el Cuartel General Imperial mandó a la 16.ª División a la Isla de Leyte como parte del 35.º Ejército para una batalla decisiva contra las fuerzas Aliadas. El 22 de octubre de 1944, el cuartel general de la división se ubicó en Dagami, lo que contribuyó a la dificultad de controlar las tropas en el perímetro de defensa semicircular de Kananga - Jaro - Tanauan - Tabontabon - Tolosa - Julita - Burauen. El ataque inicial de EE. UU. a Tabontabon fue rechazado el 25 de octubre de 1944, pero las posiciones de Tabontabon se perdieron el 28 de octubre de 1944, seguidas por el bastión de Tolosa el 29 de octubre de 1944. Como resultado del avance en Tabontabon, la parte norte de las posiciones japonesas en Jaro fue cortado y aniquilado el 29 de octubre de 1944, seguido por Rizal en Kananga y el propio Dagami cayendo ante las fuerzas estadounidenses el 30 de octubre de 1944. Los supervivientes desorganizados y aislados de la división se reunieron en un solo batallón (alrededor de 500 hombres) hasta el 2 de diciembre de 1944 en una montaña al suroeste de Dagami. Ese batallón lideró la Batalla de los Aeródromos el 6 de diciembre de 1944, un ataque a las pistas de aterrizaje abandonadas de los EE. UU. en la costa este de Leyte, que fracasó después de algunos éxitos iniciales el 9 de diciembre de 1944. Después de la captura de Ormoc por la 77.ª División de EE. UU. el 10 de diciembre de 1944, los supervivientes de la 16.ª División (alrededor de 200 hombres) se les ordenó retroceder y retirarse hacia el oeste. El comandante de la 16.ª División, el teniente general Shiro Makino, recibió la orden de controlar a todas las fuerzas japonesas que permanecían en Leyte después del 17 de marzo de 1945 y se suicidó durante la batalla, el 10 de agosto de 1945. De los aproximadamente 13.000 hombres en la 16.ª División, sólo 620 sobrevivieron a la batalla de Leyte.